# Брага (Хмельницкая область)
Брага (укр. Брага) — село в Каменец-Подольском районе Хмельницкой области Украины.
Население по переписи 2001 года составляло 175 человек. Почтовый индекс — 32365. Телефонный код — 3849. Занимает площадь 1,129 км².

## История
Согласно «ЭСБЕ»: Здесь по особо выстроенному для этой цели мосту переправился в 1621 Иоанн Ходкевич; в 1642 здесь происходил съезд польских и валашских комиссаров; в 1739 — стоял фельдмаршал Миних во время осады Хотина, а в 1769 с этой же целью Голицын занял Брагу. До сих пор сохранились остатки земляных валов, окружавших лагерь Ходкевича.

## Местный совет
32383, Хмельницкая обл., Каменец-Подольский р-н, с. Жванец, ул. 60-летия Октября, 57